# Barret-sur-Méouge

Barret-sur-Méouge este o comună în departamentul Hautes-Alpes, Franța. În 1 ianuarie 2022 avea o populație de 192 de locuitori.